# Josep Monmeneu Gómez
Josep Monmeneu Gómez (València, 1886 - 1941) fou un poeta i polític valencià. De 1915 a 1936 col·laborà al Diario de Valencia, així com a les revistes El Vers Valencià i El Poble Valencià. El 1931 fou nomenat president de l'Agrupació Valencianista de la Dreta (AVD), entitat associada a la Dreta Regional Valenciana, amb les que fou escollit regidor a l'Ajuntament de València, del que en fou representant a la Comissió Gestora Pro-Estatut. Donà suport a les Normes de Castelló de 1932. També fou president de Lo Rat Penat el 1935 i fou empresonat per les autoritats republicanes durant la guerra civil espanyola. En acabar aquesta fou nomenat novament president de Lo Rat Penat el 1939-1941 i va fer poesia de caràcter religiós d'acord amb les circumstàncies del nou règim.
Té un carrer dedicat al barri de la Saïdia de València.